# 岐阜県道480号飛騨古川停車場線
岐阜県道480号飛騨古川停車場線（ぎふけんどう480ごう ひだふるかわていしゃじょうせん）は、岐阜県飛騨市内を通る一般県道である。

## 概要

### 路線データ
- 起点：飛騨古川停車場
- 終点：岐阜県飛騨市古川町高野（国道41号・岐阜県道90号古川清見線・岐阜県道471号谷高山線交点）

## 沿革
- 1977年（昭和52年）2月27日 ： 認定[1]

## 地理

### 通過する自治体
- 岐阜県
  - 飛騨市

### 接続する道路
- 岐阜県道476号古川国府線（殿町交差点 - 本町交差点で重複）
- 国道41号古川バイパス・岐阜県道90号古川清見線・岐阜県道471号谷高山線（稲葉交差点）

### 周辺
- JR高山本線 飛騨古川駅
- 飛騨市役場
- 飛騨古川郵便局
- 岐阜県警察 飛騨警察署
- 飛騨古川祭資料館